# علامة مونيس
علامة مونيس (بالإنجليزية: Moniz sign)‏ هي علامة طبية يؤدي فيها ثنيٌ أخمصي لافاعلٌ قوي في الكاحل إلى رد فعلٍ باسطٍ لمنعكس باطن القدم. تُوجد هذه العلامة في المرضى المُصابين بآفات السبيل الهرمي، كما يُعتبر واحدً من ردود الفعل المشابهة لبابنسكي.